# Dendrobranchiata
Dendrobranchiata Spence Bate, 1888 è un sottordine di crostacei decapodi, le cui specie sono volgarmente chiamate "gamberi" o "gamberetti". Ci sono circa 540 specie esistenti, divise in sette famiglie, e fossili che risalgono al Devoniano. Essi differiscono da animali affini, come Caridea e Stenopodidea, dalla forma della ramificazione delle branchie e dal fatto che non covano le uova, ma le rilasciano direttamente in acqua. Essi possono raggiungere una lunghezza di oltre 330 millimetri e un peso di 450 g. Sono ampiamente pescati e allevati per il consumo alimentare umano.

## Gamberi e gamberetti
Anche se Dendrobranchiata e Caridea appartengono a diversi sottordini di Decapodi, sono molto simili in apparenza e in molti contesti – come l'agricoltura e la pesca commerciale – sono entrambi spesso indicati come "gamberi" e "gamberetti" in modo intercambiabile. Il termine "gambero" è anche liberamente utilizzato per descrivere qualsiasi grande gamberetto, anche se tecnicamente si riferisce alla specie Aristaeomorpha foliacea.

## Tassonomia
I Dendrobranchiata sono stati tradizionalmente raggruppati, assieme ai Caridea, come "Natantia" (i decapodi che nuotano), in contrapposizione ai "Reptantia" (i decapodi con piedi). Nel 1888, Charles Spence Bate ha riconosciuto le differenze nella morfologia delle branchie e separato Natantia in Dendrobranchiata, Phyllobranchiata e Trichobranchiata. Analisi molecolari sulla cladistica e la filogenesi riconoscono Dendrobranchiata come il gruppo fratello a tutti gli altri Decapodi, collettivamente chiamati Pleocyemata.
Prima del 2010, i primi gamberi fossili provenivano da rocce in Madagascar del Permiano/Triassico, datate a 250 milioni di anni fa. Nel 2010, però, la scoperta degli Aciculopoda in rocce del Famenniano in Oklahoma ha esteso la presenza di fossili del gruppo fino a 360 milioni di anni fa. Di contro, i gamberi fossili più noti provengono dai calcari giurassici di Solnhofen in Germania.

### Sistematica
- Sottordine Dendrobranchiata
  - Superfamiglia Penaeoidea Rafinesque, 1815
    - † Famiglia Aciculopodidae Feldmann & Schweitzer, 2010
    - † Famiglia Aegeridae  Burkenroad, 1963
    - Famiglia Aristeidae  Wood-Mason, 1891
    - Famiglia Benthesicymidae Wood-Mason, 1891 
    - † Famiglia Carpopenaeidae  Garassino, 1994
    - Famiglia Penaeidae Rafinesque-Schmaltz, 1815
    - Famiglia Sicyoniidae Ortmann, 1898
    - Famiglia Solenoceridae Wood-Mason, 1891 

  - Superfamiglia Sergestoidea  Dana, 1852
    - Famiglia Luciferidae De Haan, 1849
    - Famiglia Sergestidae  Dana, 1852